# Mallinella submonticola
Mallinella submonticola är en spindelart som först beskrevs av van Hove och Robert Bosmans 1984.  Mallinella submonticola ingår i släktet Mallinella och familjen Zodariidae. Inga underarter finns listade i Catalogue of Life.